# Венедикт (Алексейчук)
Венедикт Алексейчук (укр. Венедикт Алексійчук, в миру Валерий Дмитриевич Алексейчук; 16 января 1968, Борщовка, Ровенская область) — украинский греко — католический епископ ,правящий архиерей Епархии Св. Николая в Чикаго, бывший иеромонах Студийского устава (принадлежащий к Святоуспенской Уневской лавре).

## Биографические сведения
C 1975 по 1983 год обучался в Борщовской восьмилетней школе. В 1983 году начал обучение в Одесском медицинском училище, которое окончил в 1987 году по специальности фельдшер. Работал на станции скорой медицинской помощи. С мая 1987 по май 1989 проходил военную службу. Спустя год работал как фельдшер в санатории в Трускавце.
С 1990 по 1993 год обучался в Дрогобычской духовной семинарии. 29 марта 1992 года был рукоположен в священника, после чего был назначен на приход села Быстрица Дрогобычского деканата. Кроме это того служил при церкви Святой Троицы в Дрогобыче.
С 1992 по 1994 год работал в Патриаршей катехитической комиссии, отвечая за организацию миссионерской работы на Восточной Украине.
13 мая 1993 года был принят в Святоуспенскую Уневскую лавру монахов Студийского устава. Получил монашеский постриг 13 октября 1993 года. 31 декабря 1995 года принял Малую схиму.
С июля 1994 года занимался пастырской деятельностью в новом монастыре Святых Бориса и Глеба в Полоцке. Одновременно служил на приходах в Витебске, Могилеве, Гомеле, Бресте. Был духовником молодёжной христианской организации в Минске.
В 1996 году окончил Люблинский католический университет, где защитил магистерскую дипломную работы на тему «Христианская духовность Иоанна Кронштадтского».
В декабре 1996 года находился в городе Сент-Катаринс (Канада) с целью создания в этом городе нового монастыря. Оттуда вернулся в апреле 1999 году, потому что избран игуменом Святоуспенской Унивской лавры. В мае 2000 года повторно был избран игуменом, а в мае 2005 года переизбран на следующий срок.
С 2004 года является член Патриаршей комиссии по делам монашества. В 2006 году был администратором прихода святого Николая в г. Перемышляны. В феврале 2006 года был назначен главой секретариата Собора монашества УГКЦ. В мае 2007 года возглавил Литургический совет. В августе 2007 года избран председателем Совета высших настоятелей мужских институтов посвященной жизни УГКЦ.
3 августа 2010 года Верховный архиепископ Киево-Галицкий Любомир Гузар с согласия Синода Епископов УГКЦ назначил иеромонаха Венедикта Алексийчука епископом-помощником Львовской архиепархии. 5 сентября 2010 года в Соборе святого Юра во Львове состоялась хиротония Венедикта Алексийчука, которую совершил архиепископ Львовский Игорь Возьняк в сослужении с епископом Самборско-Дрогобычский Юлианом Вороновским и епископом Стемфордский Павлом Хомницким.
14 декабря 2015 года награждён Крестом военного капелана.
20 апреля 2017 года Папа Римский Франциск назначил Венедикта Алексейчука правящим архиереем епархии УГКЦ св. Николая с центром в Чикаго. 29 июня 2017 года в кафедральном соборе Святого Николая в Чикаго предстоятель УГКЦ Святослав (Шевчук) совершил Чин интронизации правящего епископа Чикагской епархии Венедикта Алексийчука.